# Passo di Oclini
Il passo di Oclini o passo degli Oclini (Jochgrimm in tedesco) è un valico alpino della provincia autonoma di Bolzano, situato a quota 1.989 m s.l.m. È sito nel comune di Aldino, all'interno della dorsale degli Oclini. È luogo di rinvenimenti archeologici risalenti al mesolitico.
Il nome del passo è menzionato per la prima volta nel 1234 quale mons Joacrem.
La strada per il passo di Oclini inizia al passo di Lavazè (1.808 m), situato interamente nella provincia di Trento, che collega la val di Fiemme alla val d'Ega. La strada che sale dal passo di Lavazè è l'unico accesso carrabile per il passo di Oclini, poiché la strada sul versante opposto, che porta alla frazione Redagno del comune di Aldino, è interdetta al traffico regolare.
È sovrastato a nord dal Corno Bianco e a sud dal Corno Nero, entrambi accessibili attraverso sentieri escursionistici che partono dal passo. Nei suoi pressi si trovano inoltre numerose malghe.
L'area sciistica del passo di Oclini dispone di quattro impianti di risalita e 7 chilometri di piste da discesa.

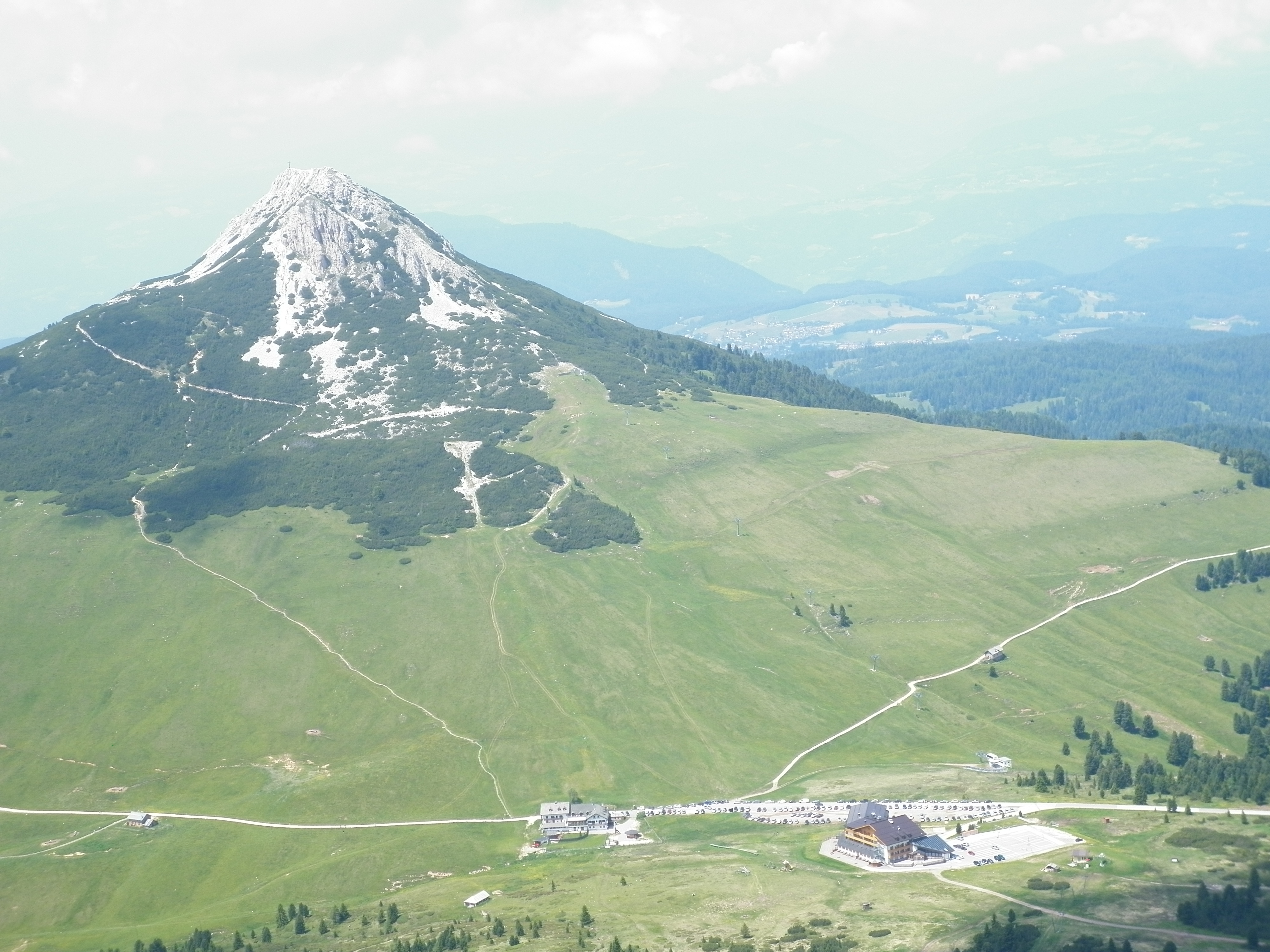
Veduta del Passo Oclini con il corno Bianco sullo sfondo